# Kiangan
Kiangan è una municipalità di quarta classe delle Filippine, situata nella Provincia di Ifugao, nella Regione Amministrativa Cordillera.
Kiangan è formata da 14 baranggay:
- Ambabag
- Baguinge
- Bokiawan
- Bolog
- Dalligan
- Duit
- Hucab
- Julongan
- Lingay
- Mungayang
- Nagacadan
- Pindongan
- Poblacion
- Tuplac